# Methodist University College Ghana
Die Methodist University College Ghana (dt. Methodistische Universität Ghana; kurz: MUCG) in Accra im Stadtteil Dansoman ist ein University College, das der Universität von Ghana angeschlossen ist.

## Geschichte
Im Jahr 1997 sprach Rt. Rev. Dr. Samuel Asante Antwi in einer Rede zur 36. jährlichen Konferenz der Methodistischen Kirche in Ghana in Cape Coast von der Gründung einer Methodistischen Universität. Bereits im August 2000 erteilte das Nationale Accreditation Board erstmals die Zulassung, die im Jahr 2002 bestätigt wurde. Mit 80 Studenten begann die Universität die Lehrtätigkeit im November 2000 und hat sich bis zum Studienjahr 2007 auf 2830 Studenten erhöht.

## Fakultäten
An der MUCG wurden bisher vier Fakultäten eingerichtet:
- Fakultät für Betriebswirtschaftslehre (Faculty of Business Administration)
- Fakultät für Sozialwissenschaften (Faculty of Social Studies)
- Fakultät für Allgemeine Studien (Faculty of General Studies)
- Fakultät für Landwirtschaft (Faculty of Agriculture)

Die Fakultät für Landwirtschaft ist die jüngste Fakultät. Sie nahm erstmals im Jahr 2006/2007 ihre Arbeit auf und vergibt Abschlüsse in Gartenbau, Landwirtschaftliche Produktionsabläufe und Agrarindustrie. Erstmals wurden in dieser Fakultät zum akademischen Jahr 2007/2008 Abschlüsse erworben.
Die Fakultät für allgemeine Studien bereite auf den Bachelor in Englisch und in Religion/Ethik. Insgesamt werden Kurse in Englisch, Französisch, Religion, Ethik, Logik, Verhaltenslehre, Unternehmertum und Computerkurse angeboten.
Die sozialwissenschaftliche Fakultät bereitet auf Abschlüsse in Wirtschaft, Psychologie, Informationstechnologie, Wirtschaftswissenschaften/Statistik und Beratung vor.
Die betriebswirtschaftliche Fakultät bietet Kurse in Buchführung, Banken/Finanzen, Personalwesen und Marketing an.